# Wilhelm Schütze (Maler, 1840)
Wilhelm Schütze (* 19. Juli 1840 in Kaufbeuren; † 13. Mai 1898 in München) war ein deutscher Genremaler.

## Leben
Schütze wurde 1840 als Sohn eines Werkzeugschmieds in Kaufbeuren geboren. Im Jahr 1858 wurde er an der Münchner Kunstakademie in die Antikenklasse aufgenommen und studierte bei Sándor Wagner. Nach dem Abschluss ließ sich Schütze in München nieder und arbeitete als freischaffender Künstler. Bilder von Schütze befinden sich unter anderem in der Neuen Pinakothek in München und in der Städtischen Kunstsammlung Chemnitz.

## Werk
Schütze malte vor allem Motive mit Kindern in bäuerlichen Alltagsszenen, aber auch im höfischen Leben. Seine Bilder sind geprägt von Personengruppen in typisch kindlichen Posen mit lebendigem Ausdruck. Sein Kolorit wird bestimmt von warmen, abgetönten und dennoch leuchtenden Farben. Technisch gehört er zur Münchner Schule, aber auch ein Einfluss der Wiener Schule ist in seinem Werk erkennbar.

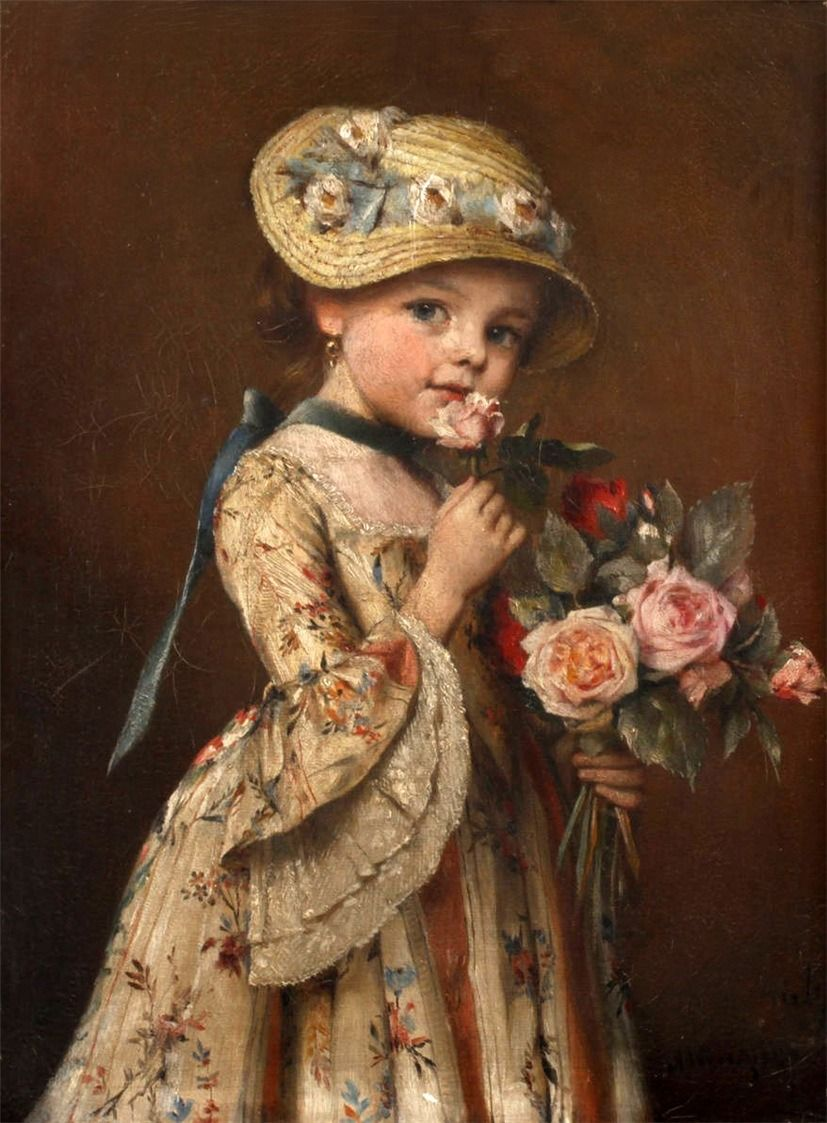
Mädchen mit Blumen
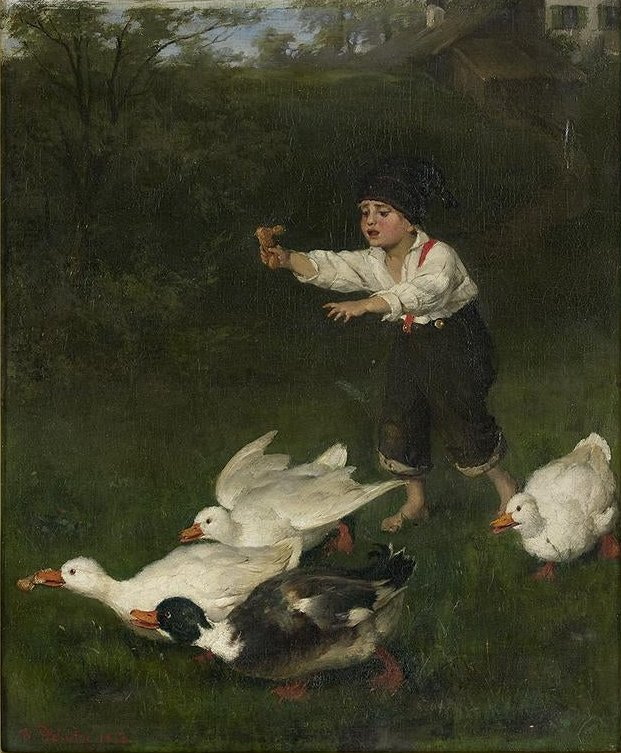
Der gestohlene Leckerbissen, 1872
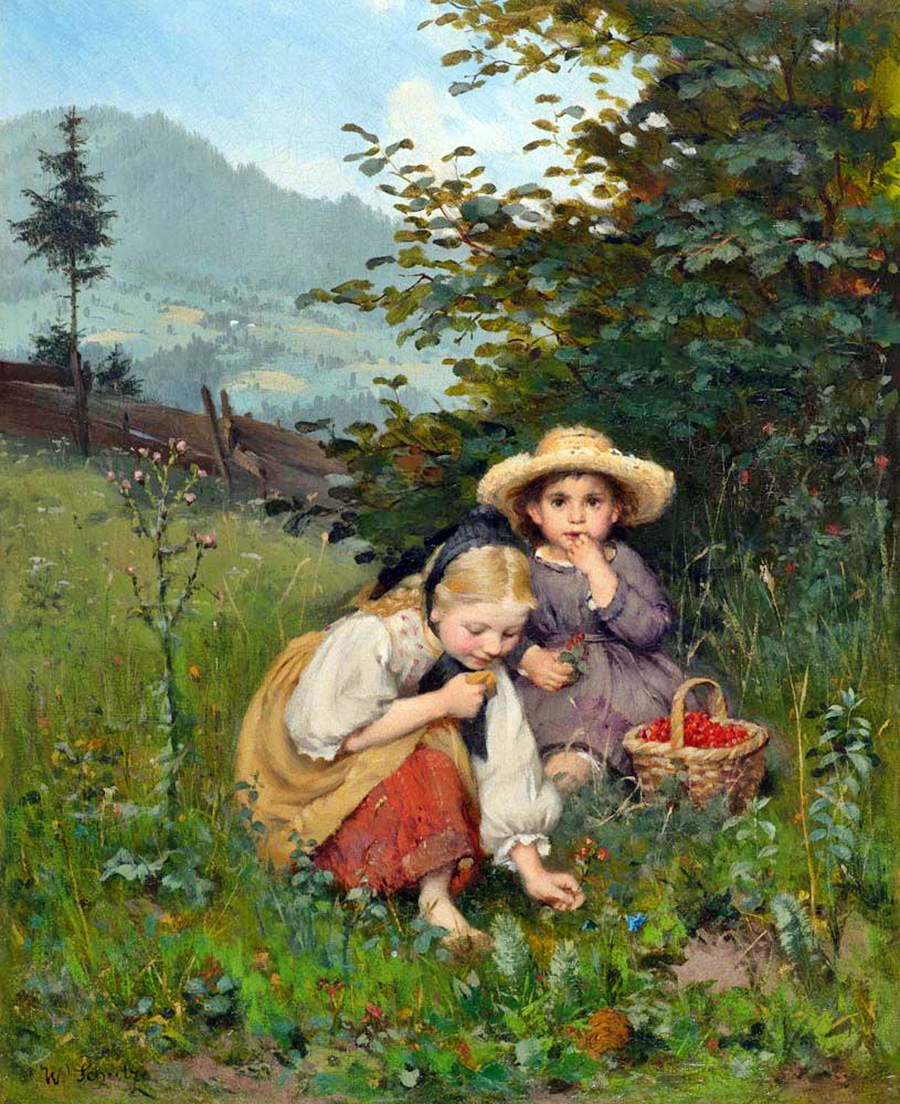
Mädchen beim Beerenpflücken
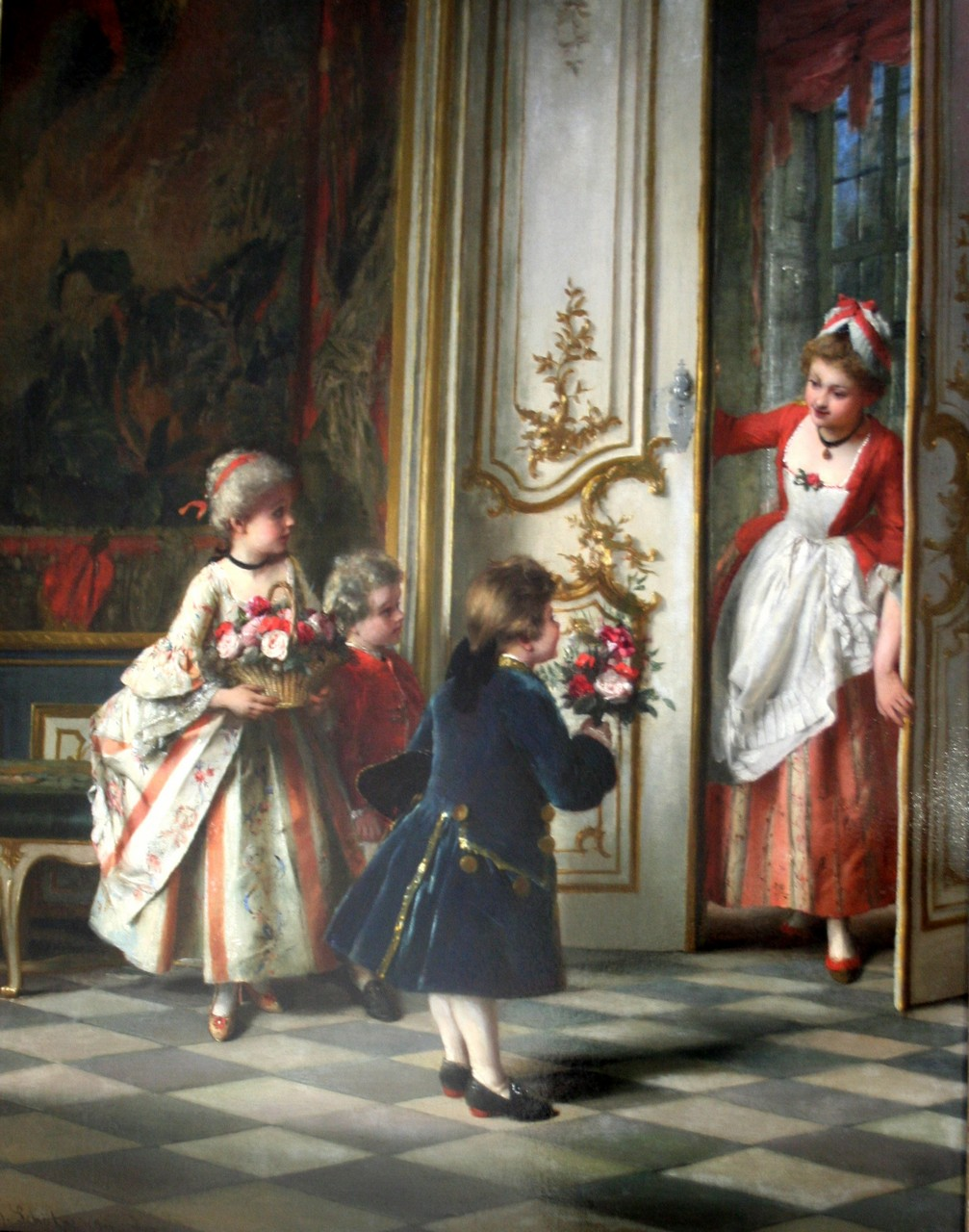
Der Blumenstrauß
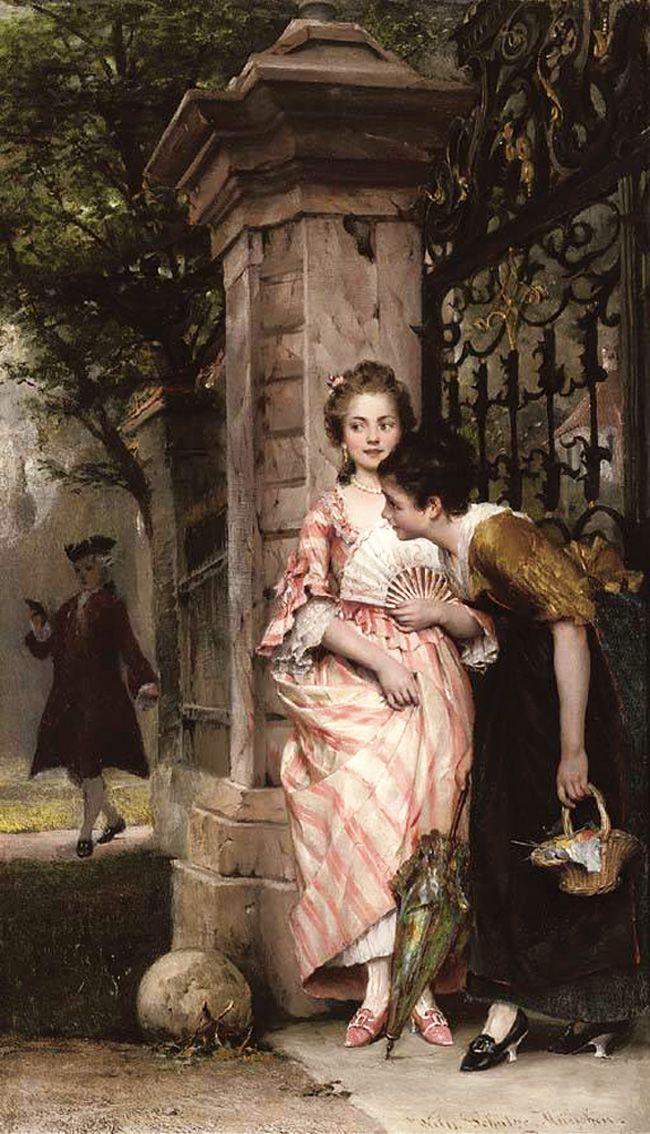
Sieh mal, wer da kommt!
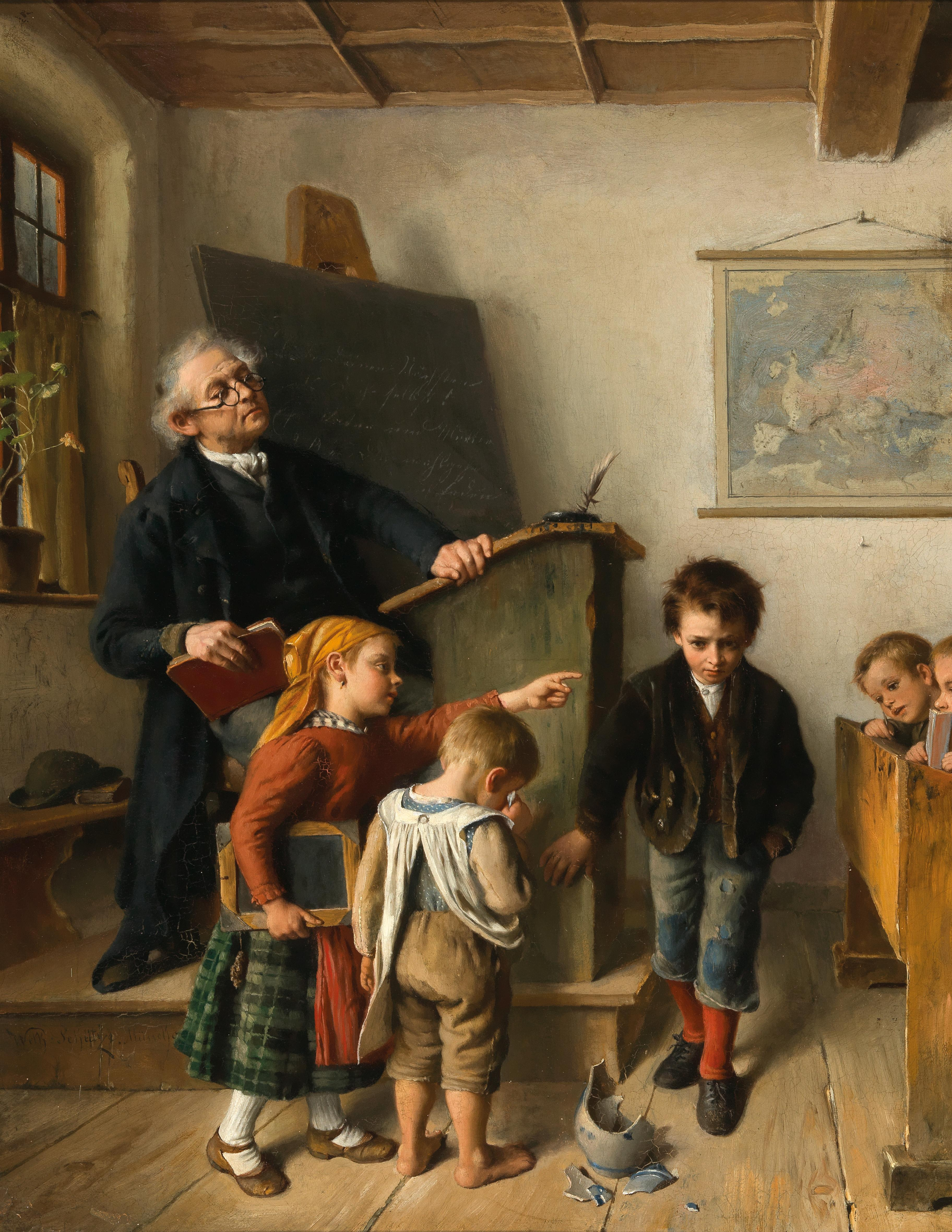
Der zerbrochene Krug